# Mistrzostwa Świata w Saneczkarstwie 1961
Mistrzostwa Świata w Saneczkarstwie 1961 – szósta edycja mistrzostw świata w saneczkarstwie, rozegrana w 1961 roku w szwajcarskim Girenbad. Rozegrane zostały trzy  konkurencje: jedynki kobiet, jedynki mężczyzn oraz dwójki mężczyzn. W tabeli medalowej najlepsze były Włochy.

## Wyniki

### Jedynki kobiet
| Medal | Zawodniczka      | Państwo    | Czas | Strata |
| ----- | ---------------- | ---------- | ---- | ------ |
|       | Elisabeth Nagele | Szwajcaria |      |        |
|       | Marianne Winkler | RFN        |      |        |
|       | Helene Thurner   | Austria    |      |        |

### Jedynki mężczyzn
| Medal | Zawodnik      | Państwo | Czas | Strata |
| ----- | ------------- | ------- | ---- | ------ |
|       | Jerzy Wojnar  | Polska  |      |        |
|       | Hans Plenk    | RFN     |      |        |
|       | Reinhold Senn | Austria |      |        |

### Dwójki mężczyzn
| Medal | Zawodnicy                      | Państwo | Czas | Strata |
| ----- | ------------------------------ | ------- | ---- | ------ |
|       | Roman Pichler/Carlo Prinoth    | Włochy  |      |        |
|       | David Moroder/Raimondo Prinoth | Włochy  |      |        |
|       | Helmut Thaler/Reinhold Senn    | Austria |      |        |

## Klasyfikacja medalowa
| Miejsce | Państwo    | złoto | srebro | brąz | Razem |
| ------- | ---------- | ----- | ------ | ---- | ----- |
| 1.      | Włochy     | 1     | 1      | 0    | 2     |
| 2.      | Polska     | 1     | 0      | 0    | 1     |
| 2.      | Szwajcaria | 1     | 0      | 0    | 1     |
| 4.      | RFN        | 0     | 2      | 0    | 2     |
| 5.      | Austria    | 0     | 0      | 3    | 3     |